# Cidnopus pilosus
Cidnopus pilosus là một loài bọ cánh cứng trong họ Elateridae. Loài này được Leske miêu tả khoa học năm 1785.

## Hình ảnh

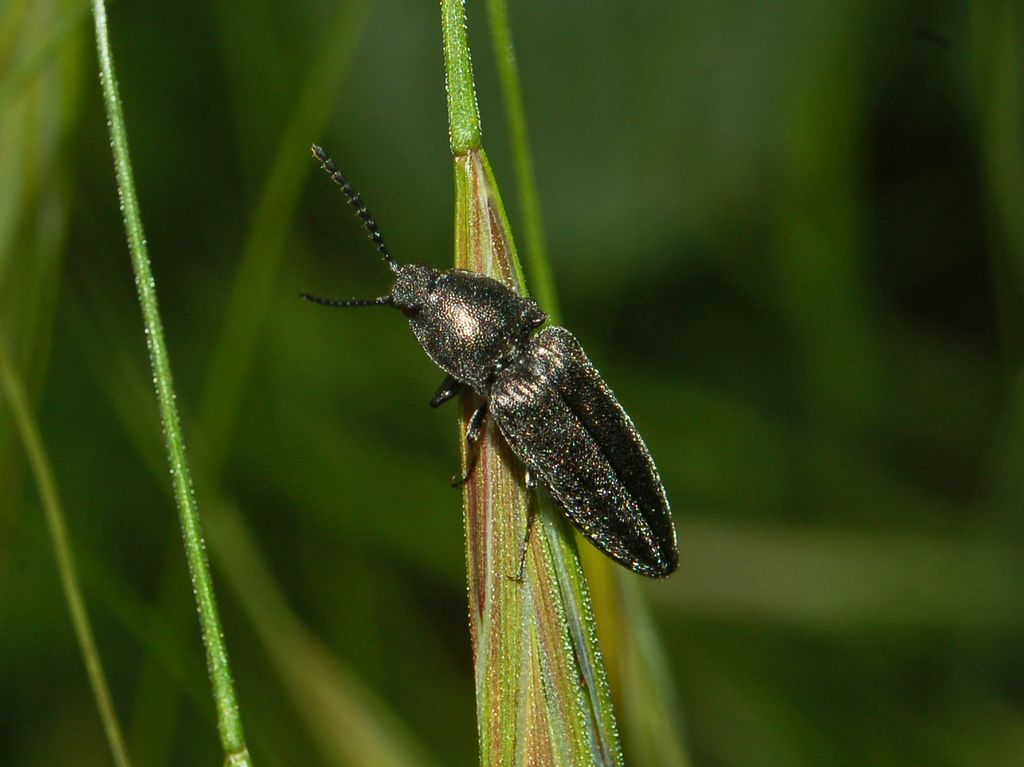
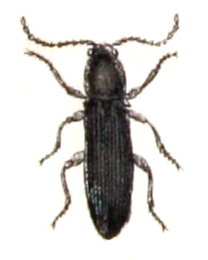
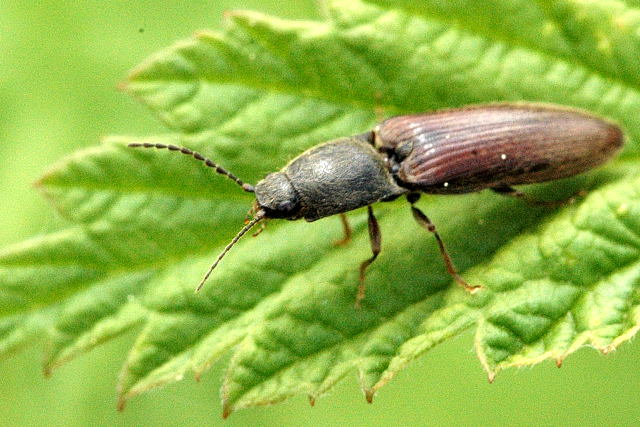
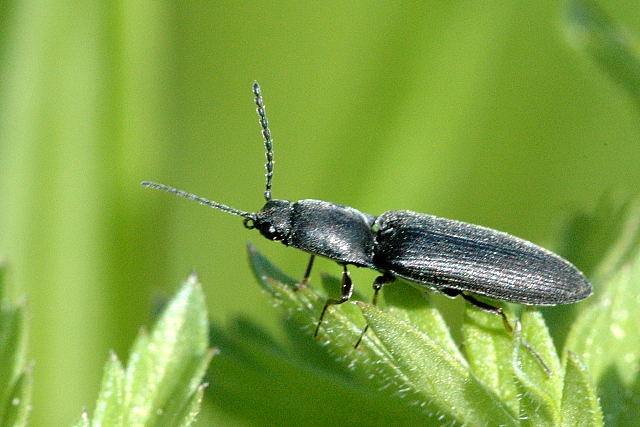